# Ulica Kazimierza Przerwy-Tetmajera w Katowicach
Ulica Kazimierza Przerwy-Tetmajera w Katowicach – ulica w katowickiej dzielnicy Piotrowice-Ochojec. Ulica rozpoczyna swój bieg od skrzyżowania z ulicą generała Zygmunta Waltera-Jankego. Następnie krzyżuje się z ulicą Karola Szymanowskiego. Kończy swój bieg za skrzyżowaniem z ulicą Artura Grottgera. Biegnie równolegle do ulicy Karola Darwina. Droga posiada długość 354 m i powierzchnię 2 007 m².

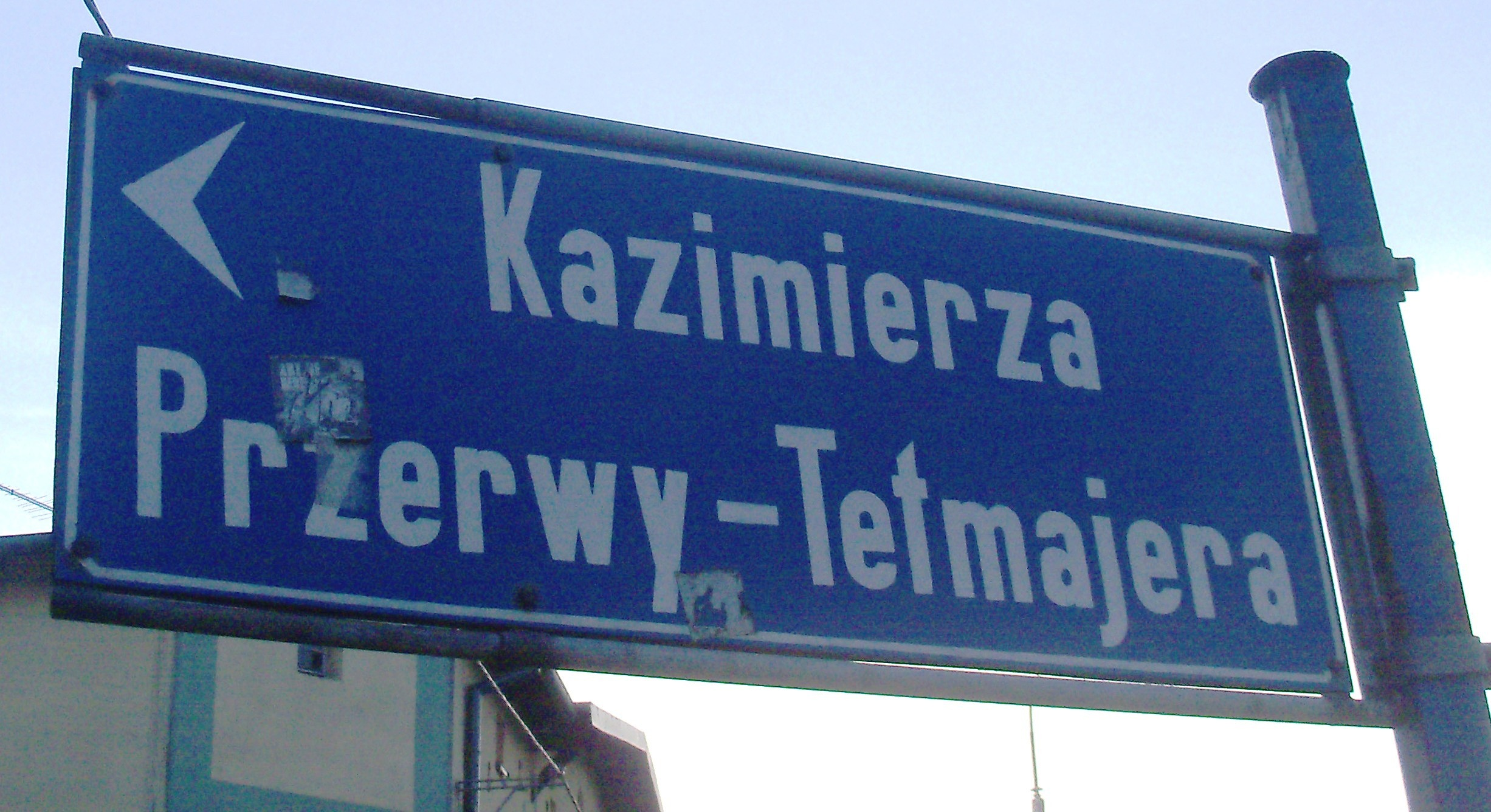
Tabliczka z nazwą ulicy (2010)

Przy ulicy Kazimierza Przerwy-Tetmajera znajdują się następujące historyczne obiekty, objęte ochroną konserwatorską:
- wolnostojący dom mieszkalny z zapleczem gospodarczym i ogrodem (ul. gen. Z. Waltera-Jankego 225, na rogu z ul. Kazimierza Przerwy-Tetmajera); wzniesiony na początku XX wieku na działce narożnej;
- wolnostojący dom mieszkalny z zapleczem gospodarczym i ogrodem (ul. Kazimierza Przerwy-Tetmajera 25, na rogu z ul. Karola Szymanowskiego); wzniesiony w latach 30. XX wieku na działce narożnej[3];
- wolnostojący dom mieszkalny z zapleczem gospodarczym i ogrodem (ul. Kazimierza Przerwy-Tetmajera 30); wzniesiony na początku XX wieku[3].

Ulica Kazimierza Przerwy-Tetmajera w całości biegnie przez część Katowic – Piotrowice. Przy ulicy swoją siedzibę mają m.in. (stan na 2011 rok): przedsiębiorstwa handlowo-usługowe, zakład metaloplastyki, ośrodek szkolenia i doradztwa.